# Јохио
Кевин Јохио Лукас Рен Еирес (швед. Kevin Johio Lucas Rehn Eires; Сундсвал, 12. јул 1995), познатији под сценским именом Јохио (швед. Yohio, стилизовано YOHIO), шведски је кантаутор. На сцени обично носи хаљину у лолита стилу, а наступе обележава и његов андрогини изглед. Бивши је члан бенда Серемеди (Seremedy), који се распао 2013. године. Учествовао је на Мелодифестивалену 2013. и 2014. године, оба пута уз пласман у финале.

## Биографија
Јохио је рођен и одрастао у Сундсвалу, граду у средишњем делу Шведске. Син је Томија Рена (Tommy Rehn), гитаристе шведског хеви метал бенда Кородед (Corroded), Јоане Еирес (Johanna Eires). Деда по оцу, Јан-Ерик Рен (Jan-Eric Rehn), такође је гитариста, као и Кевинов стриц. Јохио говори јапански језик, који је научио услед заинтересованости за јапанску културу и музички правац вижуал кеј (visual kei), која потиче још из детињства, а због које је неколико пута (седам до лета 2013) боравио у Јапану.

## Музичка каријера
Јохио и рок бенд Серемеди постали су познати у Шведској 2011. године (мада је група основана годину раније). Пажњу је привлачио изглед музичара, карактеристичан за јапанске вижуал кеј уметнике. Посебно се говорило о Јохију, који је наступао носећи хаљину у лолита стилу. Наредне године, бенд је издао студијски албум Welcome to our MADNESS, са водећим синглом No Escape, а Јохио је започео соло каријеру. У мају је снимио нумеру Sky Limit.
Крајем истог месеца, постао је познат широм света, јер су медији пренели причу о његовом синглу. Пажњу овога пута није привукла само лолита хаљина, већ и текст песме, написан и отпеван на јапанском језику. Описиван је као тинејџер из Шведске који се облачи као Јапанка и најконтроверзнија шведска тинејџ звезда.
Наредне године, бенд Серемеди се распао, а Јохио је наставио соло каријеру, издавши енглеске синглове Our Story, Revolution и Heartbreak Hotel. Потоњи је уједно и његова нумера на Мелодифестивалену 2013. Исте године је објављено да ће Кевин позајмити свој глас Вокалоидовој гласовној банци при издавачу PowerFX, како за енглески, тако и за јапански вокал. Гласовни програм је представљен у септембру 2013. под називом YOHIOloid.
Године 2013. Јохио је издао EP Reach The Sky у Јапану. Његов први албум, Break the Border, пуштен је у продају у јуну, три месеца по издавању у Шведској. На листи најпродаванијих, својевремено се налазио на 285. месту.

## Мелодифестивален
Јохио је био један од учесника Мелодифестивалена 2013, шведског музичког фестивала на коме се одабирају представници ове земље на Евровизији. За ову прилику је Кевин написао песму Heartbreak Hotel, заједно са текстописцима Јоаном Франсоном, Тобијасон Лундгреном, Тимом Ларсоном и Хенриком Јерансоном.
Дана 2. фебруара, Јохио се квалификовао у финале такмичења, на којем је, 9. марта, освојио друго место, притом добивши највише гласова публике. Као утешну награду, добио је прилику да буде шведски гласноговорник на Евровизији те године. Наиме, саопштио је резултате шведског гласања, те доделио поене другим такмичарима.
И следеће године је Јохио учествовао на Мелодифестивалену 2014. Овога пута је наступао први, притом изводећи песму To the End. И овога пута се пласирао у финале, одржано 8. марта, у коме је заузео шесто место.

## Дискографија

### Албуми
| година | албум                                                                           | највиша позиција | ознака |
| година | албум                                                                           | SWE              | ознака |
| ------ | ------------------------------------------------------------------------------- | ---------------- | ------ |
| 2013   | - датум издавања: - 27. март 2013. (Шведска) 24. април 2013. (Јапан) - издавач: | 1                | златна |
| 2013   | - датум издавања: - јун 2013. (Шведска) - издавач:                              | 8                |        |
| 2014   | - датум издавања: - 19. март 2014. (Шведска) - издавач:                         | 1                |        |

### -ови
| година | албум | највиша позиција | ознака |                                                                  |    |  |
| ------ | ----- | ---------------- | ------ | ---------------------------------------------------------------- | -- |  |
| година | албум | 2012             | ознака | / リーチ・ザ・スカイ - датум издавања: - 25. април 2012. (Јапан) | 82 |  |

### Синглови
| година | сингл | највиша позиција | ознака | албум |
| година | сингл | [ 16 ]           | ознака | албум |
| ------ | ----- | ---------------- | ------ | ----- |
| 2013   |       | 8                |        |       |
| 2014   |       | 38               |        |       |